# Regata de Pedregalejo
La regata de Pedregalejo es una competición deportiva de remo que se celebra anualmente en las playas del barrio de Pedregalejo de la ciudad de Málaga (España), siendo una de las pruebas clasificatorias de la liga de jábegas. También es conocida como Gran Premio de Pedregalejo.
Se trata de un evento organizado por Asociación de Remo y Pala Pedregalejo.

## Palmarés
| Año  | Ganador, embarcación                         | Segundo, embarcación                         | Tercero, embarcación                         |
| 2011 | ARP Pedregalejo, con la Cordela              | Real Club Mediterráneo, con la María Juliana | CDR Cala del Moral, con la Virgen del Cármen |
| 2010 |                                              |                                              |                                              |
| 2009 | CD Rebalaje, con la Cordela                  | Real Club Mediterráneo, con la María Juliana | ARP Pedregalejo, con la Traya                |
| 2008 | Real Club Mediterráneo, con la María Juliana | CD Rebalaje, con la Cordela                  | ARP Pedregalejo, con la Traya                |
| 2007 | ARP Pedregalejo, con la Traya                | CD San Andrés, con la San Andrés             | CD Rebalaje, con la Cordela                  |